# Diabetesvereniging Nederland
Diabetesvereniging Nederland is de Nederlandse patiëntenorganisatie voor mensen met diabetes mellitus. Het is de grootste patiëntenvereniging van Nederland. De vereniging houdt zich actief bezig met informatie, educatie, lobby, collectieve belangenbehartiging en het oplossen van knelpunten waarmee mensen met diabetes in het dagelijks leven te maken hebben. De vereniging behartigt de belangen van alle mensen met diabetes (waaronder type 1, type 2, type 3c, MODY, LADA en alle andere typen diabetes) en ondersteunt hen om een zo normaal mogelijk leven te kunnen leiden. Diabetesvereniging Nederland heeft een achterban van ruim 1,2 miljoen mensen met diabetes en de vereniging heeft ruim 30.000 leden.
Om deze doelen te bereiken organiseert de vereniging bijvoorbeeld cursussen, webinars, gespreksavonden of andere activiteiten voor verschillende doelgroepen (met name mensen met diabetes). Ook zorgt ze voor belangenbehartiging, bijvoorbeeld door zich hard te maken voor vergoeding van hulpmiddelen en door het afsluiten van collectieve contracten met verschillende zorgverzekeraars. Daarnaast is Diabetesvereniging Nederland betrokken bij het opstellen van richtlijnen in de diabeteszorg. 
Diabetesvereniging Nederland is op 25 augustus 1945 opgericht als de Nederlandse Vereniging voor Suikerzieken, en heeft in 1972 de naam veranderd tot de huidige naam.
In 1978 nam Diabetesvereniging Nederland het initiatief het Diabetes Fonds op te richten. Deze organisatie organiseert vanaf 1982 ieder jaar een landelijke collecte ten behoeve van het wetenschappelijk onderzoek rond diabetes. Samen met het Diabetes Fonds, de Bas van de Goor Foundation, Stichting DON en Breakthrough T1D is Diabetesvereniging Nederland initiatiefnemer van de website diabetes.nl die in 2023 live is gegaan.
Diabetesvereniging Nederland is lid van de in 1995 opgerichte koepelorganisatie Nederlandse Diabetes Federatie (NDF) en lid van Patientenfederatie Nederland. Ook is Diabetesvereniging Nederland onderdeel van 2Diabeat.nl en van de Coalitie Leefstijl in de Zorg van het Ministerie van VWS. 
Diabetesvereniging is onafhankelijk en bestaat door de contributiebijdrage van haar leden. Ook ontvangt zij sponsorgelden van maatschappelijk partners en derden. Het beleid of berichtgeving wordt hierdoor nooit beïnvloed. De organisatie wordt geholpen door haar achterban (alle mensen met diabetes) met donaties, lidmaatschappen, als vrijwilliger en door bij DVN Winkel te kopen. 